# Peter Godfrey
Peter Godfrey (16 de octubre de 1899 – 4 de marzo de 1970) fue un director y actor cinematográfico de nacionalidad británica.
Nacido en Londres, Inglaterra, falleció en Hollywood, California, a causa de una enfermedad de Parkinson.

## Selección de su filmografía
| - 1930 : Thread O' Scarlet - 1931 : Down River - 1939 : The Lone Wolf Spy Hunt - 1941 : Unexpected Uncle - 1942 : Highways by Night - 1944 : Make Your Own Bed - 1945 : Hotel Berlin - 1945 : Christmas in Connecticut - 1946 : One More Tomorrow - 1947 : The Two Mrs. Carrolls - 1947 : Cry Wolf | - 1947 : That Hagen Girl - 1947 : Escape Me Never - 1948 : The Woman in White - 1948 : The Decision of Christopher Blake - 1949 : One Last Fling - 1949 : The Girl from Jones Beach - 1950 : Barricade - 1950 : The Great Jewel Robber) - 1950 : He's a Cockeyed Wonder - 1952 : One Big Affair - 1956 : Please Murder Me |

Como actor
- 1940 : The Earl of Chicago, de Richard Thorpe y Victor Saville